# 노르테데산탄데르주

노르테데산탄데르 주

노르테데산탄데르주(스페인어: Departamento de Norte de Santander)는 콜롬비아 북부에 위치한 주로 주도는 쿠쿠타이며 면적은 21,658km2, 인구는 1,332,335명(2013년 기준), 인구 밀도는 62명/km2이다. 1910년 7월 25일에 신설되었으며 6개 현과 40개 지방 자치체를 관할한다. 동쪽과 북쪽으로는 베네수엘라와 국경을 접하며 남쪽으로는 산탄데르 주와 보야카 주, 서쪽으로는 산탄데르 주, 세사르 주와 접한다.

주기
주 문장